# Leptoteratura pulchra
Leptoteratura pulchra är en insektsart som beskrevs av Andrej Vasiljevitj Gorochov 2008. Leptoteratura pulchra ingår i släktet Leptoteratura och familjen vårtbitare. Inga underarter finns listade i Catalogue of Life.